# Jajo węża
Jajo węża – film z 1977 roku w reżyserii Ingmara Bergmana.

## Obsada
- David Carradine jako Abel Rosenberg
- Liv Ullmann jako Manuela Rosenberg
- Heinz Bennent jako Hans Vergerus
- Isolde Barth jako dziewczyna w uniformie
- Christian Berkel jako student
- Richard Bohne jako oficer policji
- Paula Braend jako pani Hemse
- Erna Brünell jako pani Rosenberg